# Balduin Saria

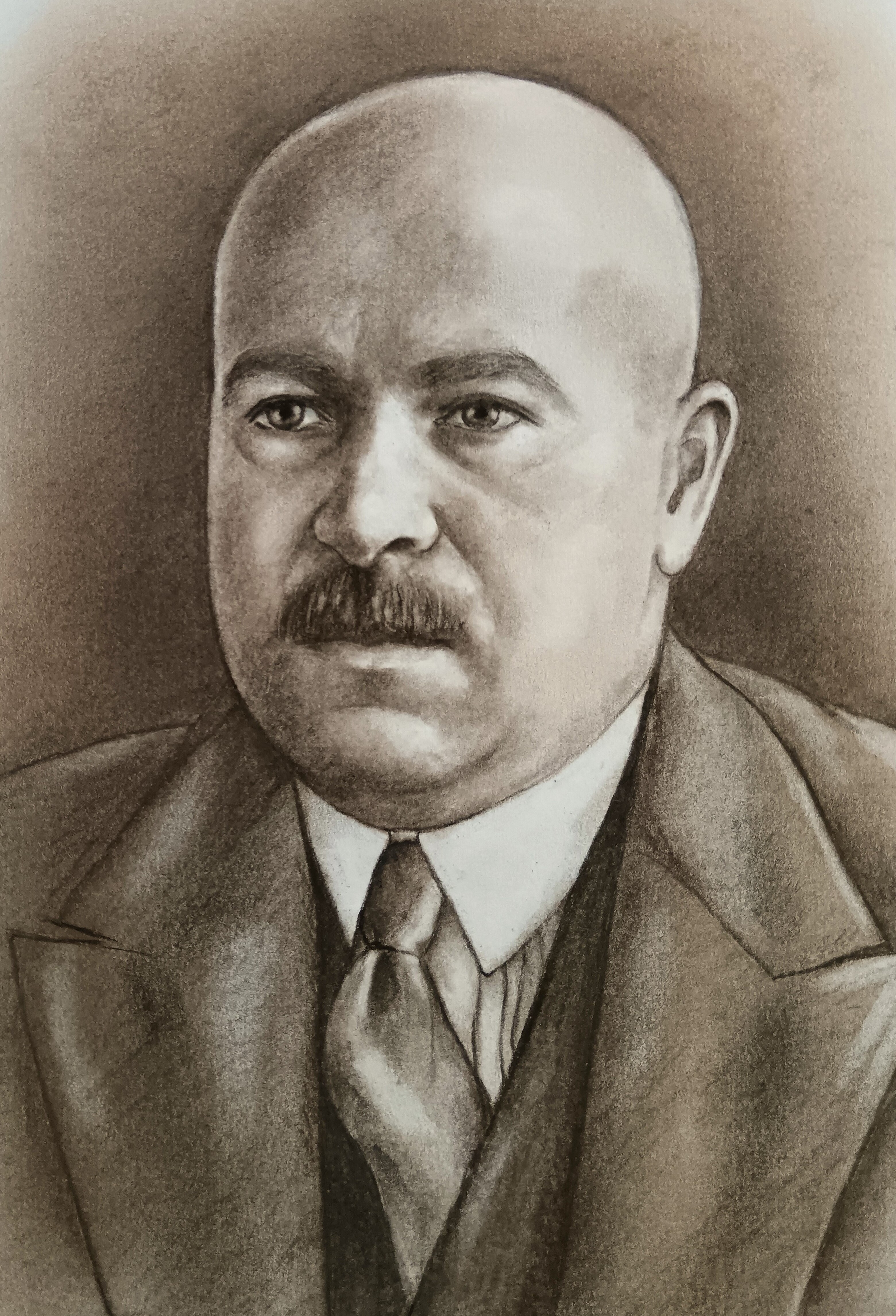
Balduin Saria; Kohlezeichnung von Mateja Marinko (2024)

Balduin Saria (* 5. Juni 1893 in Pettau, Untersteiermark; † 3. Juni 1974 in Graz) war ein österreichischer Althistoriker.

## Leben
Balduin Saria wurde in der untersteirischen Stadt Pettau (heute Ptuj in Slowenien) geboren. Dort verbrachte er seine Kindheit, besuchte die Volksschule und ab 1903 das Gymnasium. Bereits während seiner Gymnasialzeit befasste er sich als Mitglied des Pettauer Museumsvereins intensiv mit der römischen Epoche seiner Geburtsstadt und beteiligte sich eifrig an archäologischen Grabungen und Konservierungen von Fundstücken des alten „Poetovio“.
Im Juli 1912 legte Saria die Reifeprüfung ab und übersiedelte nach Wien, um an der Universität Archäologie und Alte Geschichte zu studieren. Dort hatte er das Glück, so bedeutende Lehrer wie Eugen Bormann, Wilhelm Kubitschek, Emil Reisch und Emanuel Loewy hören zu können. Im Jahre 1921 promovierte er alsdann mit der Dissertation Zur Entwicklung des mithrischen Kultbildes.
Anschließend begann Saria seine berufliche Laufbahn zunächst am neugeschaffenen Jugoslawischen Nationalmuseum (heute wieder Serbisches Nationalmuseum) in Belgrad, wo er bald mit der Leitung der archäologischen und numismatischen Abteilung betraut wurde und ab 1923 in Südserbien die bedeutenden Ausgrabungen der antiken Stadt Stobi (heute Nordmazedonien) durchführen konnte. Danach wechselte er 1925 als Dozent an die Universität Belgrad, wo er Archäologie und Epigraphik lehrte.
Im Jahre 1926 wechselte Saria an die Universität Ljubljana (Laibach). Dort wirkte er vorerst als außerordentlicher Professor, dann ab 1937 als Ordinarius der Altertumskunde und Alten Geschichte. Auch in Ljubljana konnte er sich neben seiner Lehrtätigkeit zahlreichen Grabungsprojekten im Bereich des damaligen Draubanats (heute Slowenien) widmen und Forschungsergebnisse veröffentlichen. Insbesondere initiierte er 1927 die Ausgrabungen der spätantiken Ringwallsiedlung auf dem Gradišče bei Velike Malence (Burgstall bei Groß Malenitz).
Nach der Besetzung der Stadt Laibach durch italienische Truppen im April 1941 und der nachfolgenden Annexion der Provinz Laibach durch das Königreich Italien konnte Saria mit seiner Familie aufgrund des deutsch-italienischen Umsiedlungsvertrages vom 31. August 1941 als volksdeutsche Optanten ins Deutsche Reich auswandern. Im Jahre 1942 erfolgte dann seine Berufung an die Reichsuniversität Graz, wo er bis zum Kriegsende die Professur für Römische Altertumskunde und Epigraphik innehatte. Am 24. Juni 1944 beantragte er die Aufnahme in die NSDAP und wurde am 1. November aufgenommen (Mitgliedsnummer 10.161.666). Nach Auflassung des Lehrstuhls wurde Saria im Jahre 1946 emeritiert.

## Wirken
Sarias Forschungsschwerpunkt war die Geschichte Südosteuropas seit der Antike. Er untersuchte insbesondere römische Spuren in der Steiermark und die Auswirkungen der römischen Kultur, Verwaltung und Sprache auf die Balkanvölker. Seine Forschungsergebnisse veröffentlichte er in mehreren Monografien und zahlreichen Aufsätzen, die meisten davon in der Zeitschrift Südostforschungen, bei der er seit 1954 Mitherausgeber war. 1957 war er ein Gründungsmitglied der Südostdeutschen Historischen Kommission. Er gehörte dem Deutschen Archäologischen Institut und dem Österreichischen Archäologischen Institut an.

## Schriften (Auswahl)
- Archäologische Funde aus Poetovio, in: Blätter zur Geschichte und Heimatkunde der Alpenländer. Band IV, 1914.
- Archaeologische Karte von Jugoslavien: Blatt Ptuj, zusammen mit J. Klemenc, Beograd/Zagreb 1936.
- Archaeologische Karte von Jugoslavien: Blatt Rogatec, zusammen mit J. Klemenc, Zagreb 1939 (1941).
- Geschichte der südostdeutschen Volksgruppen (= Der Göttinger Arbeitskreis [Hrsg.]: Schriftenreihe. Heft 42). Holzner, Kitzingen/Main 1954.
- Die mittelalterliche deutsche Besiedlung in Krain. In: Gedenkschrift für Harold Steinacker (= Buchreihe der Südostdeutschen Historischen Kommission. Band 16). Oldenbourg Verlag, München 1966.